# Progomphus amazonicus
Progomphus amazonicus – gatunek ważki z rodziny gadziogłówkowatych (Gomphidae). Występuje na terenie Ameryki Południowej.